# اللغة السويدية الإلزامية

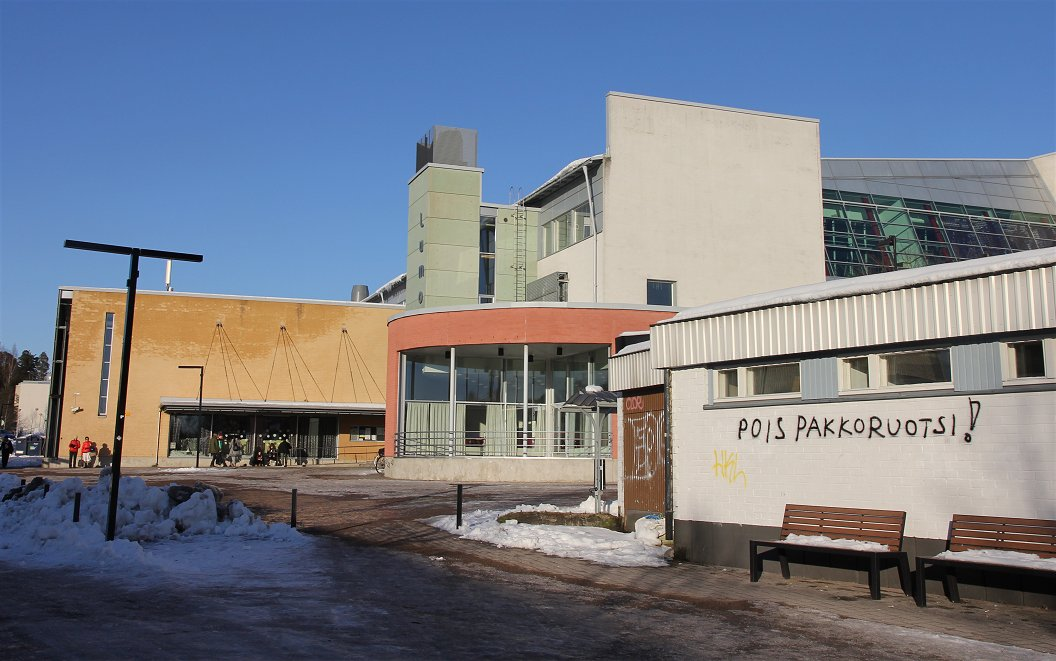

هو قانون شائع في فنلندا، حيث تعتبر السويدية مادة إلزامية للتلاميذ الناطقين بالفنلندية في السنوات الأربع الأخيرة من التعليم الابتدائي (الصفوف من 6 إلى 9). وهذا ما يسمى باللغة المحلية الأخرى إلزامي أيضاً في المدارس الثانوية، والمدارس المهنية، والجامعات المهنية. وعلاوة على ذلك، يتعين على كل خريجي الجامعات أن يظهروا مستوى معينا من الكفاءة في اللغة السويدية (أو ما يسمى بالسويدية في الموظف العام)
؛ إجمالا، فإن 89 ٪ من المواطنين الفنلنديين هم من الناطقين باللغة الفنلندية الأصلية، في حين أن 5.3 ٪ من السكان يعتبرون اللغة السويدية لغتهم الأم. وفي الوقت الحالي، يمكن للمواطنين الفنلنديين أن يبلغوا عن لغتهم الأم في أي وقت، وبتقديم نموذج لمركز سجل السكان، حسب الرغبة.
وفقًا للدستور الفنلندي، تعتبر اللغتان الفنلندية والسويدية لغتين وطنيتين. مطلوب من موظفي الحكومة الوطنية والحكومات البلدية ثنائية اللغة أن يكونوا قادرين على خدمة المواطنين باللغة السويدية. الخدمة العسكرية غير مطلوبة في منطقة أولاند المتمتعة بالحكم الذاتي.
المصطلح الرسمي لكل من السويدية والفنلندية الإلزامية هو اللغة المحلية الأخرى. ومع ذلك، غالبًا ما يشار إلى شرط دراسة اللغة السويدية باسم pakkoruotsi، وهو مصطلح مشحون إلى حد ما باللغة الفنلندية يعني «السويدية الإلزامية» أو «السويدية المفروضة». وعلى العكس من ذلك، يُشار أحيانًا إلى الفنلندية باعتبارها مادة مدرسية إلزامية للمتحدثين باللغة السويدية في فنلندا باسم «الفنلندية الإلزامية» أو «الفنلندية الإجبارية».
في السويد، يشار إلى دراسة اللغة السويدية في فنلندا أو في أي مكان آخر بأنها السويدية التعليمية أو السويدية كموضوع مدرسة (skolsvenska)؛ ويعتبر الحديث الفنلندي عن «السويدية إلزامية» ظاهرة غريبة.

## نظرة عامة
يحدد الدستور الفنلندي وضع اللغة السويدية كلغة وطنية في فنلندا. كانت هناك هجرة للفلاحين الناطقين بالسويدية إلى بعض المناطق الساحلية الفنلندية خلال العصور الوسطى. خلال هذه الفترة، عندما حكمت السويد فنلندا، أصبحت اللغة السويدية جزءا من الثقافة في المناطق الساحلية. وكانت السويدية أيضاً لغة الطبقة الحاكمة. تم حظر اللغة الفنلندية من وضعها الرسمي إلى جانب اللغة السويدية حتى فترة الحكم الروسي (1809-1917)، في عام 1860. جزر آلاند المستقلة (بوب. 26 ألف، 95% سويدية، 5% فنلندية) لها لغة رسمية واحدة فقط، سويدية، والتحدث بالفنلندية بين الموظفين ممنوع في بعض الخدمات العامة.وفي فنلندا، تعتبر اللغتان الرسميتان الفنلندية والسويدية على السواء من المواد الإلزامية للتلاميذ في المدارس الابتدائية والثانوية. وقد تم إجراء الاختبار السويدي لاختبار مادة Matriculation اختياريا في عام 2004، على الرغم من أن جميع خريجي الجامعات يجب أن يثبتوا أن مهاراتهم في اللغة الرسمية الأخرى تلبي المعايير المطلوبة من جميع الموظفين العموميين من ذوي التعليم الأكاديمي. وهذا يعني عادة إتمام ما يسمى بالاختبار السويدي للموظف العام. كما أن اللغة السويدية هي أيضاً واحدة من الأجندات الرئيسية لحزب الشعب السويدي الذي كان شريكاً ثانوياً في أغلب الخزانات منذ استقلال فنلندا، وفي جميع الخزانات بين عامي 1972 و2015.
يجادل مؤيدو اللغة السويدية الإلزامية بأنها تقرب فنلندا من بلدان الشمال الأوروبي، نظرًا لأن السويدية جزء من سلسلة اللهجات الإسكندنافية الأكبر، وعلى الأقل بالنسبة للمتحدثين المتمرسين، فهي مفهومة بشكل متبادل مع كل من الدنماركية والنرويجية، بينما تنتمي الفنلندية إلى مجموعة اللغة الفنلندية غير ذات الصلة. اللغات الاسكندنافية بها أكثر من 25 مليون متحدث في منطقة الشمال وهي أكبر لغة حتى الآن؛ هم أيضًا لغات العمل في الهيئات السياسية في بلدان الشمال الأوروبي (مجلس الشمال ومجلس وزراء الشمال)، ويتم التحدث بها في جميع دول الشمال كلغات الأغلبية أو اللغات الرسمية أو الثانية
؛ وبالتالي فإن معرفة المواطنين الفنلنديين باللغة السويدية تعتبر ضرورية لقدرة فنلندا على الاندماج في التعاون الاسكندنافي، وحتى أن ينظر إليها على أنها نورديك، من قبل مؤيدي اللغة السويدية الإلزامية. يجادل مؤيدو اللغة السويدية الإلزامية أيضًا بأن معرفة اللغة السويدية تمنح المواطنين الفنلنديين إمكانية الوصول إلى الثقافة وسوق العمل في الدول الاسكندنافية، منطقة بحجم فنلندا أربعة أضعاف، كما أنها تمنح المواطنين الفنلنديين حق الوصول إلى تاريخ فنلندا، كما كانت اللغة السويدية لمدة 600 سنة تقريباً لغة الهيبة والحكومة الفنلندية الوحيدة، التي كانت تستخدم كوسيلة للإدارة والقضاء والتعليم العالي، كما أن هناك العديد من الدراسات التي تقوم على اللغة الألمانية، مثل الإنجليزية والألمانية.
وأخيراً، يزعم أن اللغة السويدية الإلزامية ضرورية لضمان قدرة المتحدثين باللغة السويدية على التفاعل مع المؤسسات الحكومية والحصول على الخدمات، مثل الرعاية الصحية، بلغتهم الأم.

## التاريخ
كانت المنطقة التي أصبحت اليوم فنلندا جزءاً لا يتجزأ من السويد ذاتها منذ العصور الوسطى وحتى نهاية الحرب الفنلندية في عام 1809. واستقر المهاجرون السويديون في المناطق الساحلية، وكانت لغة الإدارة السويدية. ولقد دفع هذا العديد من المتحدثين الفنلنديين إلى تعلم اللغة السويدية على أمل تحسين وضعهم الاجتماعي، وتحول بعضهم إلى اللغة السويدية بالكامل.نتيجة للحرب الفنلندية، تنازلت السويد عن فنلندا لروسيا، وأسس القيصر الروسي دوقية فنلندا الكبرى المستقلة. على الرغم من تنصيب الحاكم العام من قبل الروس كأعلى سلطة داخل الدوقية الكبرى، إلا أن الكثير من النظام السياسي ظل كما هو: سمح لفنلندا بالاحتفاظ بـ «قوانينها ودينها ولغتها» من العصر السويدي. أراد القيصر تجنب المشاكل في الإقليم الجديد واستخدم أيضًا الطبقة العليا السويدية السابقة لمواصلة التحديث في روسيا؛ لم تكن اللغة الفنلندية خيارًا متاحًا في ذلك الوقت كلغة رسمية، حيث لم تكن الإدارة تعرف الفنلندية جيدًا ولم تكن اللغة متطورة فيما يتعلق بهذا الاستخدام.وعندما أصبحت فنلندا مستقلة ذاتيا، كان هناك اهتمام كبير بخلق هوية وطنية جديدة. كان هناك اهتمام كبير باللغة الفنلندية والثقافة الفنلندية في الطبقة العليا الناطقة باللغة السويدية في الغالب. وعند نقطة ما نشأت حركة فينومان، التي تصورت أن البلاد لابد أن تكون أمة موحدة، بلغة واحدة فقط، وكرد فعل، حركة سفيكومان، التي كانت تخشى أن يؤدي التخلي عن السويدية إلى التذم أو ما هو أسوأ.ومع ذلك، تقرر خلال الستينات من القرن التاسع عشر، في عهد القيصر ألكسندر الثاني، أن يتم تدريجيا إدخال المساواة القانونية بين الفنلندية والسويدية كلغات إدارية. وهكذا، منذ أواخر القرن التاسع عشر، كانت الفنلندية لغة رسمية مشتركة للإدارة في فنلندا. وقد تم تقديم التحديثات النموذجية في أوروبا، مما عزز وضع الأغلبية الناطقة بالفنلندية: إلغاء الحقوق الخاصة للعقارات العليا في المملكة، وبدأ العمل في البرلمان الحديث القائم على الاقتراع العام عام 1907، حتى أصبحت فنلندا مستقلة.في الشكل الحالي، تم تنفيذ اللغة السويدية الإلزامية كجزء من تحديث النظام التعليمي في السبعينيات. في السابق، كان الاختبار السويدي إلزاميًا على المستوى الجامعي وفي أوبيكولو، وهي مدرسة ثانوية كانت شرطًا أساسيًا للالتحاق بالجامعة، ولكن ليس في كانساكولو المشترك. إدخال (الطلاب الذين تتراوح أعمارهم من 7 إلى 15 عامًا)، وهو إلزامي لجميع الأطفال، قدم دورة في اللغة السويدية إلزامية لجميع الطلاب، بينما ظلت الدورات السويدية والاختبارات الموحدة في المستويات العليا إلزامية. كان الدافع وراء ذلك هو احتمال أن يصبح أي طالب موظفًا عامًا وبالتالي سيُطلب منه معرفة اللغة السويدية.

### الحالة الراهنة
وفي الستينات، تم إدخال دورة تمهيدية إلزامية للسويدية لجميع التلاميذ في التعليم الابتدائي كجزء من تحديث نظام التعليم الابتدائي، حيث أصبحت المدرسة التي تبلغ مدتها تسع سنوات (peruskoulu، grundskola) إلزامية على نطاق عالمي. وحتى ذلك الحين كانت هناك دورات إلزامية في التعليم الثانوي والعالي فقط. منذ نهاية القرن التاسع عشر، تم تقديم الخدمات الإدارية باللغتين المحلية؛ ولذلك، ينبغي للموظفين نظرياً أن يكونوا بارعين في اللغة الفنلندية والسويدية. كان الإصلاح يستند إلى حد ما إلى طموح سياسي إلى تعزيز العلاقات مع العالم الغربي من خلال الدول الاسكندنافية، وإظهار أن فنلندا كانت جزءاً من دول الشمال، وليس دولة الكتلة الشرقية. كما سعت إلى تحسين الحراك الاجتماعي من خلال ضمان ألا يصبح اتخاذ قرار بشأن اللغة في السنوات الدراسية المبكرة عقبة أمام مقدمي الطلبات في الخدمة المدنية.
وفي المدرسة الثانوية العامة العليا يتعلم جميع الطلاب لغتين على الأقل إلى جانب لغتهم الأم، إحداهما هي اللغة المحلية الأخرى، باستثناء الأشخاص الذين يدرسون لغة أخرى كلغة أم (مثل المهاجرين وأولئك الذين يدرسون اللغة الصامية).
إن الناطقين باللغة الفنلندية يتحدثون باللغة السويدية، والعكس صحيح. ووفقاً لإحصاءات فنلندا، فإن جميع الطلاب تقريباً يأخذون اللغة الإنجليزية، إما كلغة إلزامية أو اختيارية. وهناك أيضاً إمكانية للحصول على لغة أجنبية إضافية أو أكثر. ورغم أن فنلندا جارة لروسيا، فإن روسيا لا تدرس في أغلب مدارس فنلندا، ولا يعرف سوى 1. 5% من الفنلنديين بعض اللغة الروسية. إن العوائق ثقافية وسياسية، حيث كان هناك قدر ضئيل نسبياً من التبادل الثقافي بين الفنلنديين والروس في القرن العشرين، وكانت علاقات فنلندا مع الاتحاد السوفييتي معادية للحرب الأهلية الفنلندية (1918) حتى الحرب العالمية الثانية (1939-1944).وقد تعرض ترتيب "اللغة السويدية الإلزامية واللغة الإنجليزية الإلزامية عملياً للانتقاد، لأنه يقلل من تنوع المهارات اللغوية للسكان. والهدف من الاتحاد الأوروبي هو تعليم لغتين أجنبيتين. وبما أن اللغة الإنجليزية هي اختيار يحظى بشعبية كبيرة، فقد اقترح الاتحاد على سبيل المثال أن الإبقاء على اللغة السويدية إلزامية يمنع بشكل مباشر اختيار لغات أخرى، مثل الروسية.

### الدراسات الاستقصائية
وقد أجريت عدة دراسات عن الآراء المتعلقة بالسويدية الإلزامية أسفرت عن نتائج مختلفة. إن الاختلافات الكبيرة بين الدراسات تجسد المشاكل المرتبطة بإجراء دراسة محايدة وواسعة النطاق من دون طرح أسئلة رئيسية حول الموضوع بعينه. وعلاوة على ذلك، كلفت بعض الدراسات منظمات لديها وجهات نظر حزبية سياسية بشأن موضوع اللغة السويدية الإلزامية.بين 1990 و2003 أجرى تالوستوكيميوس أوي سلسلة من أكثر من عشرة دراسات استقصائية لسوماليسودين ليتو، وهي منظمة تعارض السويدية الإلزامية. ووفقاً لهذه الدراسات الاستقصائية، فإن 66% إلى 72% من الفنلنديين «كانوا يؤيدون التعليم السويدي الطوعي أو ضد التعليم السويدي الإلزامي».
قد خلص استطلاع سومن Suomen Gallup في عام 2003 إلى أنه في حين أن أغلبية صغيرة تؤيد «دراسة اللغة المحلية الثانية الإلزامية»، فقد عارضها 42% من الفنلنديين في حين أن 25% منهم لا يريدون أن تكون اللغة الفنلندية والسويدية لغتين رسميتين في فنلندا. وقد كلفت هذه الدراسة شركة YLE، وهي شركة البث الوطنية الفنلندية الممولة من القطاع العام. وكان السؤال المطروح على من شملهم الاستطلاع مطروحا للغاية مقارنة بالدراسات الاستقصائية التي أجرتها شركة Taloustutkimus حول نفس الموضوع. ولم يتضمن السؤال كلمة «السويدية».في عام 1992، خلصت دراسة أجراها Valitut Palat (النسخة الفنلندية من مجلة Reader's Digest) إلى أن 90 بالمائة من أولياء أمور تلاميذ الصف الثالث إلى الرابع «يؤيدون تقليل اللغات الإجبارية» (فقط الفنلندية والسويدية إلزاميون). عندما أجرى Valitut Palat استطلاعًا جديدًا في عام 2003، وجد 64٪ يعارضون اللغة السويدية الإلزامية، و 25٪ لا يريدون لغتين رسميتين.
كشفت دراسة أجرتها وكالة الطاقة الدولية (AIEA) في عام 2000 أن 67% من الشباب الذين يدرسون في المدارس الناطقة باللغة الفنلندية كانوا يريدون تحويل السويدية إلى موضوع طوعي. وكان الشباب الأكثر إدراكاً سياسياً الأكثر انتقادية ضد التسرع في هذه الدراسة.
وقد خلصت دراسة أجرتها في عام 1997 منظمة فولكتينجت، وهي منظمة استشارية رسمية تمثل المتحدثين السويديين في فنلندا، إلى أن 70% من السكان الناطقين باللغة الفنلندية يعتبرون «السويدية جزء حيوي وهام من المجتمع الفنلندي». كما أشارت هذه الدراسة إلى أن أكثر الآراء سلبية بشأن اللغة السويدية الإلزامية كانت من بين تلك التي لها درجات علمية.
أشارت دراسة أجرتها شركة Taloustutkimus لصالح YLE في عام 2013 إلى أن 63% من المستجيبين كانوا يعارضون اللغة السويدية الإلزامية. كما أشارت الدراسة إلى أن مؤيدي الأحزاب السياسية المختلفة هم فقط من مؤيدي حزب الشعب السويدي والجامعة الخضراء الذين يفضلون الاحتفاظ بالتعليم السويدي الإلزامي. وكانت غالبية المؤيدين في كل الأحزاب الأخرى يريدون أن يكون التعليم السويدي طوعيا ـ وكان أنصار حزب الفنلنديين والديمقراطيين الاجتماعيين من أشد المؤيدين لجعل التعليم السويدي طوعيا (76 و73 في المائة على التوالي).
أشارت دراسة أجراها أبو أكاديمي في عام 2014 إلى أن 74% من المستجيبين الناطقين باللغة الفنلندية وافقوا على البيان «ينبغي أن يكون تعليم اللغة السويدية طوعياً».[14]
| نسبة المستجيبين لصالح الطوعية السويدية وفقًا لسلسلة استطلاعات أجراها Taloustutkimus [7] عام لصالح 1990 66٪ 1991 66٪ 1997 72٪ 1999 71٪ 2001 67٪ 2003 67٪ 2007 63٪ 2013 63٪ المصدر |
| --- |

## اراء
وفي حالات كثيرة، يكون لدى التلاميذ توقعات وخبرات سلبية في تعلم اللغة السويدية مما قد يعزز موقفا سلبيا تجاه اللغة والثقافة السويدية. ويُزعم أن هذا السلوك يعود إلى الوقت الذي كانت فيه فنلندا جزءاً من السويد (انظر السويد وفنلندا)، وكانت السويدية لغة الهيبة بينما كانت الفنلندية موضع نظر من الحكومة. كما تستند الآراء السلبية بشأن دراسة اللغة السويدية إلى حقيقة مفادها أن اللغة السويدية الإلزامية يتم تدريسها في مختلف أنحاء البلاد، حتى برغم أن عدد الناطقين باللغة السويدية ضئيل في البر الرئيسي لفنلندا خارج المنطقة الساحلية الواقعة على بحر البلطيق، وبالتالي فإن الاتصال بالناطقين باللغة السويدية أمر نادر بالنسبة لأغلب الفنلنديين. ويمكن أن تجعل هذه الحقيقة بالنسبة للبعض سياسة ثنائية اللغة تبدو مصطنعة، ولكن المنهاج الأساسي يظل هو نفسه بالنسبة للبلد بأسرهووفقاً لدراسة نشرت في عام 2002، فإن الطلاب مهتمون باللغة السويدية، ويوجدون أن هذا يشكل جزءاً مهماً من التعليم، ولكنهم يرون أن السويديين ملزمون بتقليص دوافعهم (وقد تم تقديم هذه الحجة بشكل متكرر للغاية في المناقشة العامة). وقد أُعلن نجاح تجربة جعل الاختبار السويدي اختياريا في امتحان القبول (الذي يعتبر إكماله شرطا فعليا للالتحاق بالجامعة) وجعل تجربة دائمة. ومنذ ذلك الحين، انخفضت نسبة الطلاب الذين اجتياحوا الاختبار السويدي باستمرار، وكانت 67% في عام 2009 (أقل من 50% من الصبية). كما كان هناك الكثير من الانتقادات للمنهجية المستخدمة لتعليم اللغة السويدية وعدم كفاءة العديد من المعلمين. وقد ساهم هذا في افتقار الطلاب إلى الحافز لدراسة اللغة السويدية، وقد لا يتعلم العديد منهم التحدث بلغة تتجاوز المستوى الأساسي. ويزعم بعض الطلاب أنهم لن يحتاجون أبداً إلى السويدية باعتبارها فائدتها في سوق العمل الفنلندية محدودة ببضعة مجالات. فضلاً عن ذلك فإن الأساس المنطقي للرسوم الدراسية الإلزامية في اللغة السويدية وغيرها من المواد التعليمية يتلخص في منح الطلاب قاعدة معارف أكثر عمومية، وعدم تدريبهم على مجال بعينه.
بالإضافة إلى التكاليف المباشرة للرسوم الدراسية، يجادل البعض بأن اللغة السويدية الإلزامية تحل محل الدورات الاختيارية في لغات مثل الفرنسية والألمانية والروسية، والتي يجادل هؤلاء الأشخاص بأنها أكثر أهمية من السويدية في عالم معولم. لا يُطلب من طلاب الجامعات إتقان مجالهم المختار فحسب، بل يجب عليهم أيضًا دراسة لغتين على الأقل بجانب لغتهم الأم، إحداهما هي اللغة السويدية الإلزامية للمتحدثين باللغة الفنلندية. نظرًا لأن المواد الدراسية غالبًا ما تكون باللغة الإنجليزية، فإن هذا يزيل فعليًا الاختيار الحر؛ يجب أن تكون اللغتان «المختارتان طوعًا» السويدية والإنجليزية. على الرغم من كونك جارة لروسيا، فمن الممكن عمليًا دراسة اللغة الروسية فقط في بعض المدارس (بسبب قلة الاهتمام أو عدم تقديمها)؛ فقط 1.5٪ من الفنلنديين لديهم معرفة جيدة بالروسية. بالإضافة إلى ذلك، يتكلم عدد قليل جدًا من الفنلنديين اللغة الإستونية (التي لا يتم تدريسها في معظم المدارس)، وهي لغة تنتمي إلى نفس مجموعة اللغة الفنلندية مثل اللغة الفنلندية، واللغة الوطنية في جارة فنلندا الجنوبية إستونيا (على الرغم من أن اللغة الفنلندية شائعة في إستونيا).
تختلف المشاعر تجاه اللغة السويدية الإلزامية. يدعم العديد من السياسيين البارزين (الناطقين بالفنلندية والسويدية) بإخلاص اللغة السويدية الإلزامية في المدارس، بينما يعارضها آخرون. كانت هناك العديد من الالتماسات والحملات المماثلة الأخرى التي نظمتها بعض المنظمات الصغيرة ولكنها مخصصة للضغط على المشرعين لإلغاء اللغة السويدية الإلزامية ؛ ومع ذلك، حتى الآن، لم يكن لها تأثير كبير على السياسة الموضوعة. وهكذا، في حين أن الجدل الدائر غالبًا ما يكون محتدماً وعاطفيًا، فإن دعم الرسوم الدراسية السويدية الإلزامية يظل قوياً بما يكفي بين السياسيين حتى لا تفكر الحكومة في تغيير السياسة.يتم دعم اللغة السويدية الإلزامية من قبل معظم الأحزاب السياسية في فنلندا، مثل حزب الائتلاف الوطني وحزب الوسط والديمقراطيين الاجتماعيين وتحالف اليسار. يعارض حزب الفنلنديين الانتداب السويدية، وكذلك جناح الشباب في حزب الائتلاف الوطني. في عام 2013، أيد اتحاد الصناعات الفنلندية جعل التدريس السويدي طوعًا. وأشاروا إلى دراسة أشارت إلى أن اللغة السويدية في المستقبل ستكون عاشر أهم لغة فقط للشركات الفنلندية، عندما تفكر في المهارات اللغوية للموظفين المحتملين. وفقًا لـ Hufvudstadsbladet، غير الاتحاد موقفه بعد ذلك ولم يعد يفضل جعل السويدية طوعية ، مع الحفاظ على الحاجة إلى تعلم لغات أخرى.[بحاجة لمصدر]

### في البرلمان الفنلندي
وفي العقد الأول من القرن الحادي والعشرين، أسقطت الحكومة شرط أن تأخذ السويدية (أو الفنلندية في حالة الأقلية الناطقة باللغة السويدية) كجزء من امتحان الثانوية العامة.
وفي عام 2014، تم طرح مبادرة للمواطنين تطالب بإنهاء التعليم السويدي الإلزامي على جميع مستويات التعليم على البرلمان الفنلندي. ففي عام 2015، صوت النواب (134 إلى 48) لصالح الإبقاء على اللغة السويدية إلزامية. وفي تصويت آخر، صوت النواب (93 إلى 89) للمطالبة بأن تدرس الحكومة ما إذا كان من الممكن إجراء تجربة إقليمية، حيث يمكن تدريس لغة أخرى بدلاً من اللغة السويدية.